# Stark City (Misuri)
Stark City es un pueblo ubicado en el condado de Newton en el estado estadounidense de Misuri. En el Censo de 2010 tenía una población de 139 habitantes y una densidad poblacional de 171,46 personas por km².

## Geografía
Stark City se encuentra ubicado en las coordenadas 36°51′45″N 94°11′11″O / 36.86250, -94.18639. Según la Oficina del Censo de los Estados Unidos, Stark City tiene una superficie total de 0.81 km², de la cual 0.81 km² corresponden a tierra firme y (0%) 0 km² es agua.

## Demografía
Según el censo de 2010, había 139 personas residiendo en Stark City. La densidad de población era de 171,46 hab./km². De los 139 habitantes, Stark City estaba compuesto por el 87.77% blancos, el 1.44% eran afroamericanos, el 1.44% eran amerindios, el 1.44% eran asiáticos, el 0% eran isleños del Pacífico, el 2.16% eran de otras razas y el 5.76% pertenecían a dos o más razas. Del total de la población el 2.16% eran hispanos o latinos de cualquier raza.